# Ginnastica artistica ai Giochi europei
La Ginnastica artistica è stata inserito nel programma dei Giochi europei sin dall'edizione inaugurale che si è svolta nel 2015.

## Edizioni
| Giochi | Anno | Sede  | Gare |
| ------ | ---- | ----- | ---- |
| I      | 2015 | Baku  | 12   |
| II     | 2019 | Minsk | 14   |

## Medagliere complessivo
Aggiornato alla seconda edizione
| Pos.   | Paese       | Oro | Argento | Bronzo | Totale |
| ------ | ----------- | --- | ------- | ------ | ------ |
| 1      | Russia      | 8   | 7       | 4      | 19     |
| 2      | Ucraina     | 4   | 3       | 5      | 12     |
| 3      | Slovenia    | 2   | 0       | 0      | 2      |
| 4      | Svizzera    | 2   | 1       | 1      | 4      |
| 5      | Germania    | 1   | 3       | 0      | 4      |
| 6      | Azerbaigian | 1   | 2       | 2      | 5      |
| 7      | Paesi Bassi | 1   | 1       | 4      | 5      |
| 8      | Armenia     | 1   | 1       | 0      | 2      |
| 8      | Grecia      | 1   | 1       | 0      | 2      |
| 10     | Belgio      | 1   | 0       | 0      | 1      |
| 10     | Italia      | 1   | 0       | 0      | 1      |
| 10     | Finlandia   | 1   | 0       | 0      | 1      |
| 10     | Lituania    | 1   | 0       | 0      | 1      |
| 10     | Russia      | 1   | 0       | 0      | 1      |
| 15     | Regno Unito | 0   | 2       | 1      | 3      |
| 16     | Romania     | 0   | 1       | 2      | 3      |
| 16     | Turchia     | 0   | 1       | 2      | 3      |
| 18     | Cipro       | 0   | 1       | 0      | 1      |
| 18     | Rep. Ceca   | 0   | 1       | 0      | 1      |
| 18     | Francia     | 0   | 1       | 0      | 1      |
| 21     | Bielorussia | 0   | 0       | 2      | 2      |
| 21     | Ungheria    | 0   | 0       | 2      | 2      |
| 23     | Svezia      | 0   | 0       | 1      | 1      |
| Totale | Totale      | 26  | 26      | 26     | 78     |